# Howard Schultz

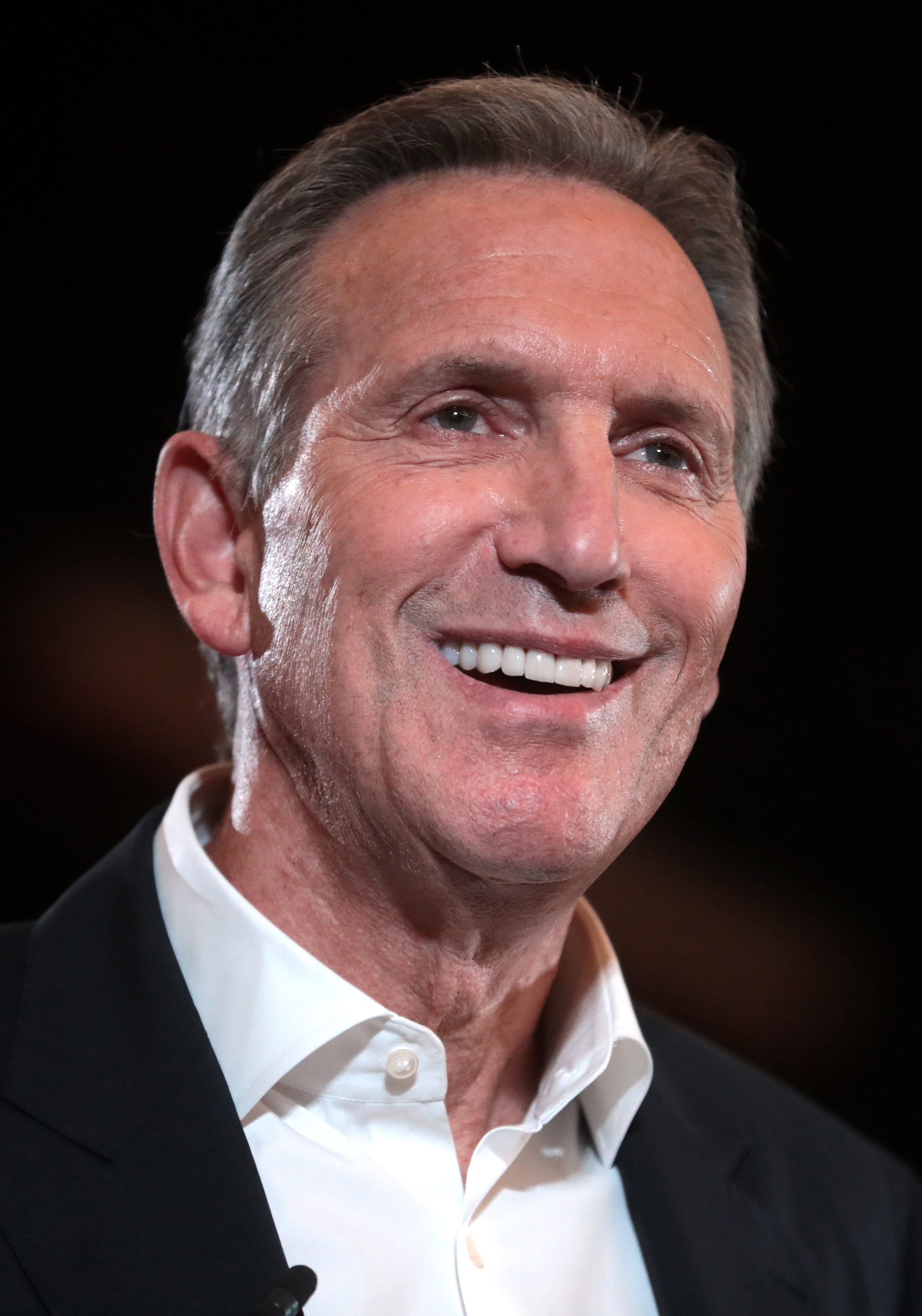
Schultz (2019)

Howard D. Schultz (* 19. Juli 1953 in Brooklyn, New York) ist ein US-amerikanischer Unternehmer. Er war bis 2018 Chairman (COB) des Board of Directors beim Kaffeeunternehmen Starbucks, das er weltweit entscheidend entwickelt hatte. Von April 2022 bis März 2023 war er vorübergehend wieder als Chief Executive Officer (CEO) für Starbucks tätig.

## Leben

### Ausbildung
Schultz wuchs in einer jüdischen Arbeiterklasse-Familie im New Yorker Stadtteil Brooklyn auf. Auf der High School war er Quarterback der Football-Mannschaft und erhielt ein Football-Stipendium an der Northern Michigan University. Da er nicht gut genug für die College-Mannschaft spielte, musste er einen Studentenkredit aufnehmen. Er belegte Kurse in Marketing, Rhetorik und Kommunikation und konnte 1975 seinen Abschluss als Bachelor machen. Damit wurde er auch der erste Akademiker seiner Familie. Er ging zurück nach New York und erhielt beim Technologie- und Dienstleistungsunternehmen Xerox seine Verkäuferschulung. Danach arbeitete er drei Jahre lang im Verkauf und Marketing von Xerox. Anschließend wechselte er zu Hammarplast, einem Hersteller von Haushaltsgeräten, damals das amerikanische Tochterunternehmen des schwedischen Spezialchemiekonzerns Perstorp AB.

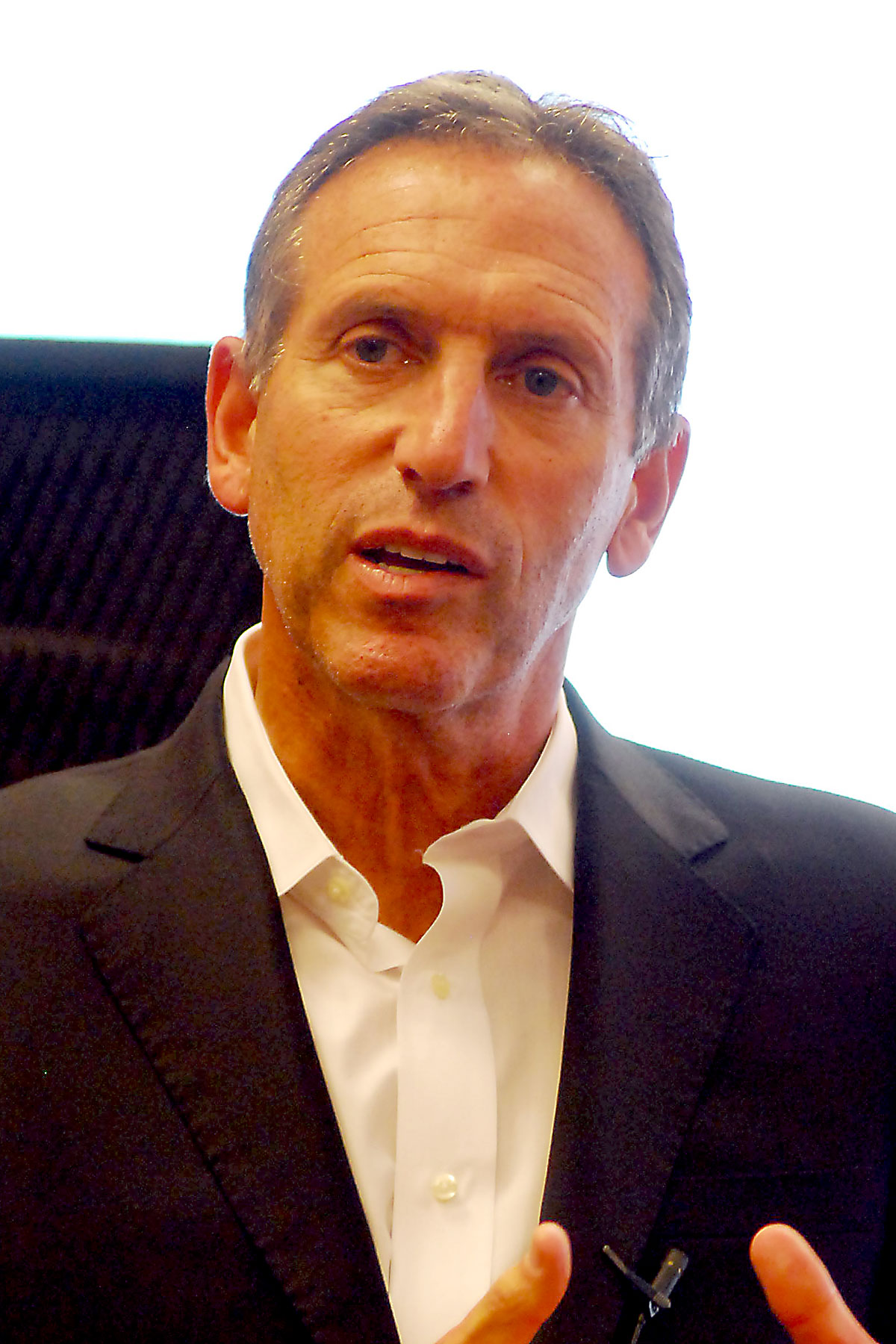
Howard Schultz (2011)

### Kaffeehandel
1981 wurde Schultz Abteilungsleiter für den Verkauf sowie Vizepräsident von Hammarplast. Er kam dabei in Kontakt mit Starbucks in Seattle. Das Unternehmen verkaufte Edelkaffeebohnen und hochwertige Kaffeemaschinen. Nach mehreren Anläufen stellten ihn die Eigentümer von Starbucks 1982 als Manager für das Marketing und das operative Geschäft ein, das damals nur aus vier Filialen bestand.
Ab 1983 verfolgte Schultz die Idee, Kaffee als Getränk anzubieten. Er kündigte und gründete seine eigene Kaffeebar namens „Il Giornale“, wobei er von seinen früheren Arbeitgebern unterstützt wurde. Mithilfe von Investoren kaufte er 1987 Starbucks den bisherigen Eigentümern ab. Die Kette expandierte danach rapide. 1991 konnte die Gründung der hundertsten Filiale gefeiert werden, seit 1992 ist Starbucks börsennotiert, 1995 begann die Expansion ins Ausland. Im Jahr 2000 zog sich Schultz aus dem operativen Geschäft zurück und wechselte in den Aufsichtsrat. Am 26. Juni 2018 verließ er nach gut 30 Jahren das Unternehmen.

### Kampagne „Race Together“ in den USA
Im März 2015 initiierte Schultz die Kampagne „Race Together“, in der er seine Mitarbeiter in den 12.000 Starbucks-Läden in den USA aufforderte, mit den Kunden Gespräche über das Problem der Rassentrennung und Rassendiskriminierung in den USA zu führen. Die Kampagne führte zeitweise zu einem Shitstorm auf Twitter, aufgrund dessen einer der Pressesprecher von Starbucks zeitweise sein Twitter-Konto löschte. „Schultz ist einer der wenigen Chefs, die soziale Belange mit dem Geschäft vermischen“ schrieb das Handelsblatt in einem Artikel über die Kampagne.

### Präsidentschaftswahl 2020
Nach Spekulationen um eine Kandidatur bei den Präsidentschaftswahlen 2020 verkündete Schultz im Januar 2019, dass er eine Kandidatur prüfe. Er wolle durch die Staaten reisen und binnen drei Monaten eine Entscheidung treffen. Im Falle einer Zusage wolle er als unabhängiger Kandidat antreten. Die Demokraten warnten vor den Folgen einer unabhängigen Kandidatur, da diese womöglich Trumps Wiederwahl nütze. Im September 2019 verzichtete Schulz auf seine Kandidatur, da er als unabhängiger Kandidat nicht die Wiederwahl Trumps begünstigen wolle.

## Privatleben
Howard Schultz ist seit 1982 mit Sheri Kersch verheiratet. Zusammen haben sie zwei Kinder: einen Sohn (geboren 1986) und eine Tochter (geboren 1990). Schultz lebt in Seattle.
2021 wurde Schultz in die American Academy of Arts and Sciences gewählt.

## Vermögen
Schultz ist Milliardär. Laut Forbes besitzt er im Oktober 2020 ein geschätztes Vermögen von 4,2 Milliarden US-Dollar.

## Schriften
- Howard Schultz & Dori Jones Yang: Die Erfolgsstory Starbucks. Seedorf: Signum 2003, ISBN 3-85436-314-1
  - Übersetzung von Pour Your Heart Into It. How Starbucks Built a Company One Cup at a Time. Hyperion Books: New York 1999 ISBN 0-7868-8356-1
- Howard Schultz, Joanne Gordon: Onward. Wie Starbucks erfolgreich ums Überleben kämpfte, ohne seine Seele zu verlieren, Weinheim, Wiley, 2. Auflage 2013, ISBN 978-3-527-50756-6. (1. Auflage 2011)